# بومارانس
بومارانس هي كومونا تقع في مقاطعة بيزا التابعة لمنطقة توسكانا الإيطالية والتي تبعد حوالي 60 كيلومتر (37 ميل) جنوب غرب فلورنسا وحوالي 60 كم من جنوب شرق بيزا .
يحيط بومارانس على الحدود من البلديات مايلي: كاسولي ديلسا, كاستيلنوفو دي فال دي سيسينا, مونتيكاتيني فال دي سيسينا, مونتيروتوندو ماريتيمو, مونتيفيردي ماريتيمو, راديكوندولي، فولتيرا.
كانت بومارانس البلد الأم لثلاثة رسامين أطلق عليهم اسم بومارانسيو بعدها.
وكان هناك مصنع عاكس ثابت في سان دالمازيو من HVDC إيطاليا - كورسيكا - سردينيا ويتضمن اليوم حديقة شمسية.وكان ذلك عام 1968 إلى عام 1992.